# Carrau
|  | No s'ha de confondre amb Matraca. |

|  | Per a altres significats, vegeu «Xerrac (desambiguació)». |

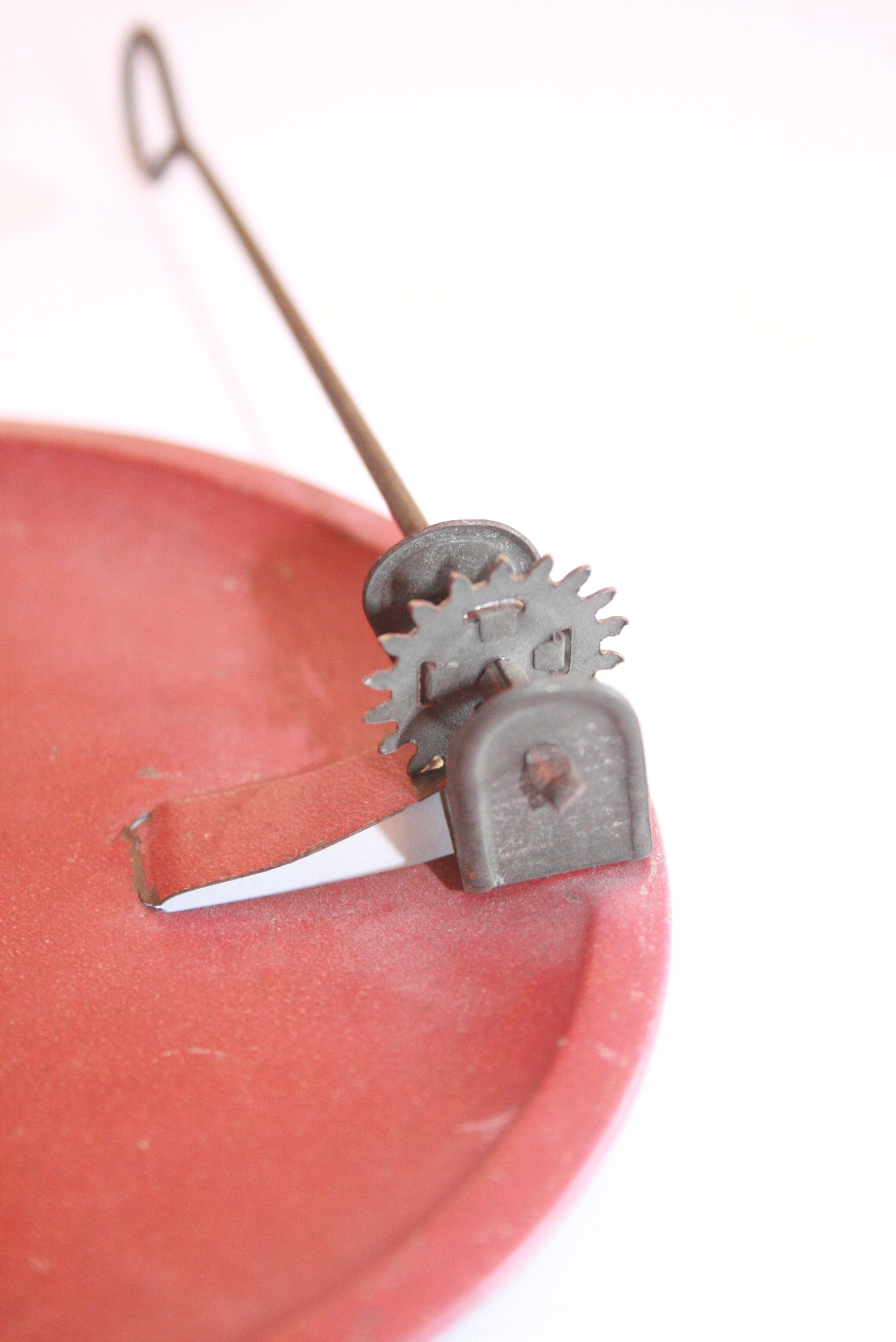
Detall d'una carrau metàl·lica on s'aprecia el mecanisme que produeix el so

Un carrau, un carra(n)c, una carra(n)ca, un carrisc-carrasc o xerric-xerrac o xerrac és un instrument idiòfon consistent en un mànec que passa pel centre d'una roda dentada que hi està fixada, i al voltant del qual pot girar una peça dins de la qual hi ha una llengüeta. En fer voltar aquesta peça -que té un pes suficient perquè ajudi el moviment de rotació- la llengüeta va picant contra a cadascuna de les dents de la roda. Produeix, doncs, una successió molt ràpida de sons molt curts.
És un instrument tradicional a l'Índia i a molts indrets d'Europa, entre altres a Catalunya on, a més d'aquest, rep molts altres noms: garreu, garrau, carraca, carranc, xerrac, escarriques, carreu, rodet o garric-garrec.
Habitualment estan fets de fusta, però també n'hi ha de metàl·lics i de plàstic. Avui, el seu ús més freqüent és com a joguina, però en altres temps era utilitzat el Dissabte de Glòria -al final del silenci imposat pels dies centrals de la Setmana Santa com idiòfon rascat- i també en aquells mateixos dies com a substitut del so de les campanes.
Esporàdicament ha estat utilitzada en la música clàssica. Ludwig van Beethoven se'n serveix a La victòria de Wellington, té un paper específic a la Simfonia de les joguines -l'autoria de la qual encara està en discussió: Joseph Haydn o Leopold Mozart, també a L'enfant et les sortlèges de Maurice Ravel, al Don Quixote de Richard Strauss, i als Gurre-Lieder d'Arnold Schönberg. En aquests casos, i en la música orquestral en general, són els percussionistes els encarregats de tocar-la.
Hornbostel-Sachs el considera un instrument idiòfon rascat i li atorga la numeració 112.24.

## ViccionariVegeu també
- Espanta-sogres